# Kramat Temenggung
Kramat Temenggung is een bestuurslaag in het regentschap Sidoarjo van de provincie Oost-Java, Indonesië. Kramat Temenggung telt 2598 inwoners (volkstelling 2010).